# Argentina en los Juegos Olímpicos de Ámsterdam 1928
La participación de Argentina en los Juegos Olímpicos de Ámsterdam 1928 fue la segunda oficialmente organizada por el Comité Olímpico Argentino. La delegación presentó 101 deportistas, ninguna de las cuales fue mujer. El boxeador Héctor Méndez, quien había obtenido la medalla de plata en los Juegos Olímpicos de París 1924, fue nombrado abanderado de la delegación, única vez que esa designación recayó en un pugilista.
El equipo olímpico obtuvo siete medallas: tres de oro, tres de plata y una de bronce. También obtuvo cinco puestos premiados. El boxeo se destacó aportando cuatro medallas (dos de oro y dos de plata) y tres puestos premiados, lo que le permitió alcanzar la primera ubicación en la tabla general por puntos. La otra medalla de oro fue ganada por el nadador Alberto Zorrilla, en 400 metros estilo libre, la primera medalla en natación obtenida por un atleta latinoamericano y la única de oro, de la natación argentina. Se obtuvieron también medalla de plata en fútbol y bronce en esgrima.
Fue la segunda mejor posición absoluta en el medallero alcanzada por el país en toda su historia olímpica (12.º sobre 46 países), luego de Los Ángeles 1932 (11.º sobre 37 países). Por la cantidad de medallas y puestos premiados obtenidos, fue la segunda mejor actuación histórica, detrás de la de 1948, donde se obtuvieron las mismas medallas pero más diplomas.
Otro dato destacable es que obtuvieron medalla 32 deportistas de la delegación (31,68%) y otros 5 obtuvieron diploma: en total 37 deportistas obtuvieron medalla o diploma (36,63%). Esos porcentajes no serían superados hasta los Juegos de Atenas de 2004 donde el 32,24 % de los atletas argentinos obtuvieron medalla y volvería a ser superado en Beijing 2008, en el que ese objetivo fue alcanzado por el 36,96 %.

## Boxeo: dos medallas de oro, dos de plata, tres puestos premiados

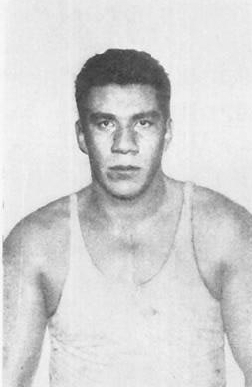
Arturo Rodríguez Jurado, medalla de oro en peso pesado. El equipo argentino de boxeo salió primero en la puntuación general, un logro que no volvió a repetirse en ninguna disciplina.

Nuevamente, como en la edición anterior, el boxeo aportó la mayoría de las medallas: cuatro sobre siete, y dos de las tres de oro. También obtuvo tres puestos premiados. Los éxitos del boxeo argentino en 1928, lo llevaron a ganar la tabla general de posiciones por puntuación, obteniendo 26,25 puntos, para superar a Italia por 0,50 puntos y a Estados Unidos por 11,25 puntos. Este logro no sería obtenido por ningún otro equipo olímpico argentino y solo encontrará parangón dentro del mismo deporte, cuando el boxeo salió 1.º en el medallero de la disciplina en Los Ángeles 1932.
Las dos medallas de oro obtenidas el 11 de agosto por Rodríguez Jurado y Avendaño, significaron la consagración de los primeros campeones mundiales de boxeo de origen iberoamericano.
Arturo Rodríguez Jurado (1907-1982), obtuvo medalla de oro en la categoría peso pesado (más de 79,378 kilos), tras vencer al irlandés Matthew Flanagan (nocaut 1.º round), al holandés Simon Paulus "Sam" Olij, al danés Jacob Michael Michaelsen y al sueco Nils Arvid Ramm. Rodríguez Jurado pertenecía a una categoría menor, mediopesados, en la cual había participado en las Olimpíadas de 1924, quedando eliminado en la primera ronda. Debido a ello, era más bajo que los demás competidores, dato que hace más destacable el hecho de haber ganado por nocaut dos de sus cuatro peleas, una de ellas la final. Rodríguez Jurado se dedicaba también al rugby, deporte en el cual fue capitán del seleccionado argentino.
Víctor Avendaño (1907-1984), obtuvo medalla de oro en la categoría mediopesado (hasta 79,378 kilos), luego de vencer al chileno Sergio Ojeda Dóren, al canadiense Donald D. Carrick, al sudafricano Donald Dinnie Mccorkindale, y en la final al alemán Ernst Pistulla. Después una breve carrera profesional, Avendaño se convirtió en uno de los árbitros de boxeo más destacados de la Argentina.
Víctor Peralta (1908-1995) obtuvo medalla de plata en la categoría pluma (hasta 57,152 kilos), luego de vencer al noruego Arthur Olsen, al francés J. Georges Boireau, al belga Lucien Biquet y perder la final con el holandés Lambertus "Bep" Van Klaveren, por puntos. El fallo de los jueces resultó muy polémico y los simpatizantes argentinos iniciaron una gran protesta que los llevó a un enfrentamiento con la policía.
Raúl Landini (1909-1988) obtuvo medalla de plata en la categoría wélter (hasta 66,678 kilos), luego de vencer al estadounidense Tommy Lown, el estonio Valter Palm, al holandés Cor Blommers, al canadiense Raymond Smillie, y perder la final por puntos con el neozelandés Ted Morgan. Con posterioridad Landini fue campeón argentino mediano y presidente de la Casa del Boxeador.
El equipo de boxeo obtendría también tres posiciones premiadas, logradas por Carmelo Robledo, 5.º en peso gallo (hasta 53,525 kilos), Pascual Bonfiglio, quinto en la categoría peso ligero (hasta 61,237 kilos) y Humberto Curi, 5.º en la categoría mediano (72,574 kilos).
Debido a las medallas y puestos premiados obtenidos por el equipo argentino de boxeo, la Argentina ganó en esos juegos la clasificación general por puntos totales, superando a Italia por medio punto. Asimismo salió segunda en el medallero, siendo superada por Italia, con una medalla más de oro. Las siguientes son las tablas de clasificación por medalla y por puntaje.

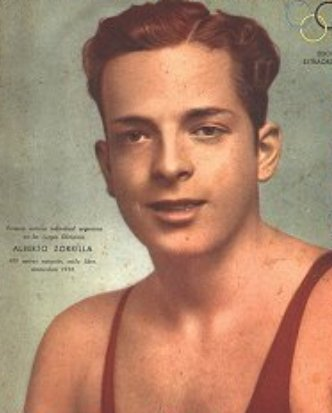
Alberto Zorrilla obtuvo la primera medalla de oro de la natación latinoamericana y la única de la Argentina

| Boxeo: Medallero                      | Boxeo: Medallero | Boxeo: Medallero | Boxeo: Medallero | Boxeo: Medallero |
|                                       | País             |                  |                  |                  |
| ------------------------------------- | ---------------- | ---------------- | ---------------- | ---------------- |
| 1                                     | Italia           | 3                | 0                | 1                |
| 2                                     | Argentina        | 2                | 2                | 0                |
| 3                                     | Hungría          | 1                | 2                | 1                |
| 4                                     | Holanda          | 1                | 0                | 1                |
| 5                                     | Nueva Zelanda    | 1                | 0                | 0                |
| Fuente: Resultados olímpicos. Wyniki. |                  |                  |                  |                  |

| Boxeo: posiciones por puntaje         | Boxeo: posiciones por puntaje | Boxeo: posiciones por puntaje |
|                                       | País                          | Pts.                          |
| ------------------------------------- | ----------------------------- | ----------------------------- |
| 1                                     | Argentina                     | 26,25                         |
| 2                                     | Italia                        | 25,75                         |
| 3                                     | Estados Unidos                | 15,5                          |
| 4                                     | Holanda                       | 14                            |
| 5                                     | Sudáfrica                     | 10                            |
| Fuente: Resultados olímpicos. Wyniki. |                               |                               |

## Medalla de oro en natación
El 9 de agosto de 1928 Alberto Zorrilla, nadador del Club Gimnasia y Esgrima de Buenos Aires (GEBA), en la prueba de 400 metros estilo libre, obtuvo la primera medalla de oro de la natación latinoamericana y la única de la Argentina.
Zorrilla, que ya había competido en los Juegos de 1924, con escasa suerte y debía enfrentarse al sueco Arne Borg y al australiano Andrew "Boy" Charlton, ambos con múltiples récords mundiales y ganadores de tres medallas cada uno en París, donde habían salido segundo y tercero respectivamente, en la prueba de 400 metros estilo libre, detrás de Johnny Weissmüller. Borg además había ratificado su favoritismo al romper dos veces el récord mundial en 400 metros libres (4:54.7 y 4:50.3) y ganar el campeonato europeo de 1926 en 400 y 1500 metros libre. La prueba se presentaba entonces como una competencia entre las dos súper estrellas.
Hasta ese momento entonces, la situación respecto de las marcas en 400 metros libre eran las que expresa el siguiente cuadro:
| Récord mundial  | 4:50.3 | Arne Borg          | Estocolmo (SUE)                | 11 de septiembre de 1925 |
| Récord olímpico | 5:04.2 | Johnny Weissmüller | Juegos Olímpicos de París 1924 | 18 de julio de 1924      |

Zorrilla ganó su serie superando al británico John Hatfield, quien había obtenido tres medallas en los Juegos de 1912, dieciséis años atrás. Su tiempo fue de 5:19.2, muy por debajo del obtenido por Borg (5:09.6). Charlton por su lado, adoptó una actitud de reserva y salió segundo en su serie con un tiempo de 5:23.0.
En la semifinal, Zorrilla y Charlton corrieron en la primera serie, en tanto que Borg lo hizo en la segunda. Zorrilla ganó la semifinal con un tiempo relativamente alto (5:11.4), y Charlton lo escoltó con 5:13.6. En la otra semifinal, Borg volvió a ganar con un excelente tiempo de 5:05.4.
La final se corrió el 9 de agosto de 1928. La carrera se hizo muy pareja entre Borg y Charlton en la punta, pero con Zorrilla y el estadounidense Clarence Crabbe, a escasas brazadas. En los últimos 50 metros Zorrilla tomó la punta, ganando la prueba con un tiempo de 5:01.6, nuevo récord olímpico. Segundo quedó finalmente Charlton con apenas dos segundos más (5:03.6) y tercero Borg, a un solo segundo (5:04.6); Crabbe llegó cuarto con 5:05.4. En síntesis, en menos de cuatro segundos llegaron los cuatro nadadores. Crabbe obtendría la medalla de oro de esta prueba en los siguientes Juegos de 1932, para luego ser actor, interpretando entre otros famosos papeles el de Flash Gordon.
Por su parte Zorrilla corrió también los 100 metros y los 1500 metros estilo libre, llegando en ambas pruebas a la final, convirtiéndose así en uno de los dos únicos nadadores de la historia que lograron llegar a la final en todas las pruebas de estilo libre. En los 100 metros libre, que ganó Johnny Weismuller, Zorrilla salió 7.º; y en los 1500 metros libre, que ganó Borg seguido de Charlton y Crabbe, Zorrilla salió 5.º, una de las posiciones premiadas con puntaje.
En los Juegos Olímpicos de Los Ángeles 1932 Alberto Zorrilla sería designado abanderado de la delegación olímpica argentina. Zorrilla se radicó finalmente en los Estados Unidos, tomando la nacionalidad de ese país en 1954. El Natatorio Panamericano de Mar del Plata lleva su nombre.

## Medalla de plata en fútbol

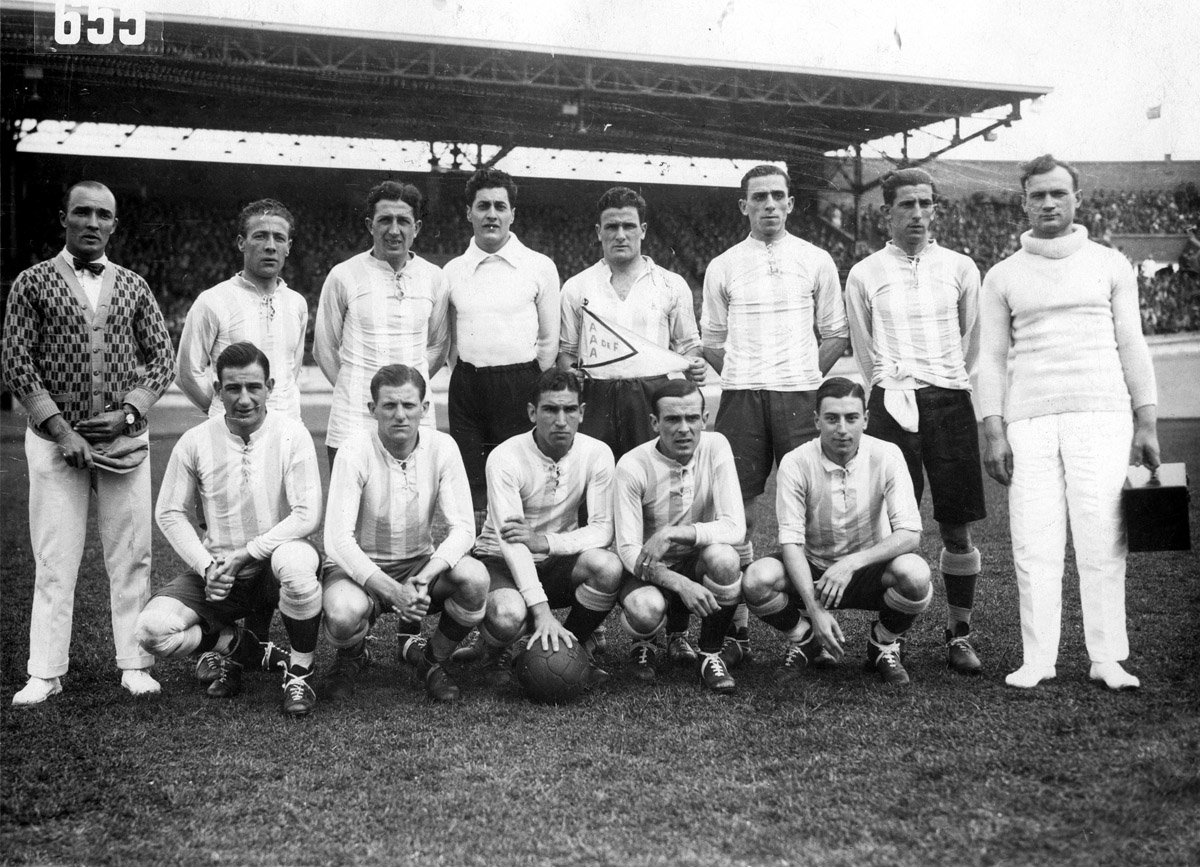
Equipo argentino que obtuvo la medalla de plata en fútbol en 1928

Recién en los Juegos de Ámsterdam la Argentina presentó un equipo en la competencia de fútbol masculino. El hecho es notable porque ya por entonces se trataba del deporte más practicado y popular del país. Uruguay, por su parte, se había presentado en 1924 y sorprendido a los europeos ganando la medalla de oro.
El equipo argentino jugó cinco partidos. La formación titular fue (entre paréntesis se indican los partidos jugados por cada uno):
- Arquero: Ángel Bossio (5)
- Defensa: Fernando Paternoster (5), Juan Evaristo (3), Segundo Médici (5) y Ludovico Bidoglio (4);
- Mediocampo: Luis Monti (5);
- Delantera: Roberto Cherro (3), Manuel Ferreira (5), Raimundo Orsi (5), Domingo Tarascone (5) y Alfredo Carricaberry (5).[16][17]

Los suplentes que jugaron fueron el arquero Octavio Díaz (1), el defensor Rodolfo Orlandini (1), el mediocampista Saúl Calandra (1) y los delanteros Feliciano Perducca (1) y Enrique Gainzarain (1). Los suplentes que no jugaron fueron Alberto Helman, Segundo Luna, Pedro Ochoa, Natalio Perinetti, Luis Weihmuller y Adolfo Zumelzú. El DT fue José Lago Millán.
Se presentaron diecisiete países: Alemania, Argentina, Bélgica, Chile, Egipto, España, Estados Unidos, Francia, Holanda, Italia, Luxemburgo, México, Portugal, Suiza, Turquía, Uruguay y Yugoslavia. Los equipos disputaron partidos de eliminación directa, debiendo disputar Chile y Portugal un partido de carácter clasificatorio para completar el cuadro final de dieciséis equipos que disputarían octavos de final. A la Argentina le tocó jugar en octavos contra Estados Unidos y en cuartos de final contra Bélgica.
El partido con Estados Unidos se jugó el 30 de mayo y fue ganado por Argentina por 11-2, con 4 goles de Tarasconi, 2 de Cherro, 2 de Ferreira, 2 de Orsi y uno de Ferreira. El partido con Bélgica se jugó el 2 de junio y Argentina ganó 6-3, con goles de Tarasconi (4), Ferreira y Orsi. En éste encuentro, Argentina se había puesto en ventaja 3-0 y Bélgica lo empató 3-3 a los 53 minutos, para definirlo los sudamericanos con tres goles más en los últimos quince minutos.
En semifinales se enfrentaron Argentina-Egipto y Uruguay-Italia. Argentina venció a Egipto el 6 de junio por 6-0, con goles de Tarasconi (3), Ferreira (2) y Cherro (1). Uruguay venció a Italia al día siguiente por 3-2.
Se produjo entonces una final rioplatense, uno de los clásicos más antiguos del mundo, que se jugó el 10 de junio en el Estadio Olímpico de Ámsterdam. El partido terminó empatado 1-1 con goles en el primer tiempo de Petrone (URU) y en el segundo de Ferreira (ARG), y jugaron 30 minutos más de "alargue", sin goles.
Debió jugarse entonces un partido de desempate el 13 de junio. El primer tiempo terminó empatado 1-1 con goles de Figueroa (URU) y Monti (ARG). En el segundo tiempo, a los 68 minutos, Héctor Scarone, considerado por entonces el mejor jugador del mundo, hizo el gol que terminó dándole la medalla de oro a Uruguay, por segunda vez consecutiva, y la de plata a la Argentina, correspondiéndole la de bronce a Italia.
Tarasconi fue el goleador de los Juegos con 11 goles, récord olímpico nunca superado, en tanto que el segundo lugar en la tabla de goleadores también le correspondió a un argentino, Ferreira con 6 goles. Dos jugadores argentinos de ese equipo (Monti y Orsi), jugaron luego para la selección de Italia que ganó la Copa Mundial de Fútbol de 1934.

## Medalla de bronce en esgrima

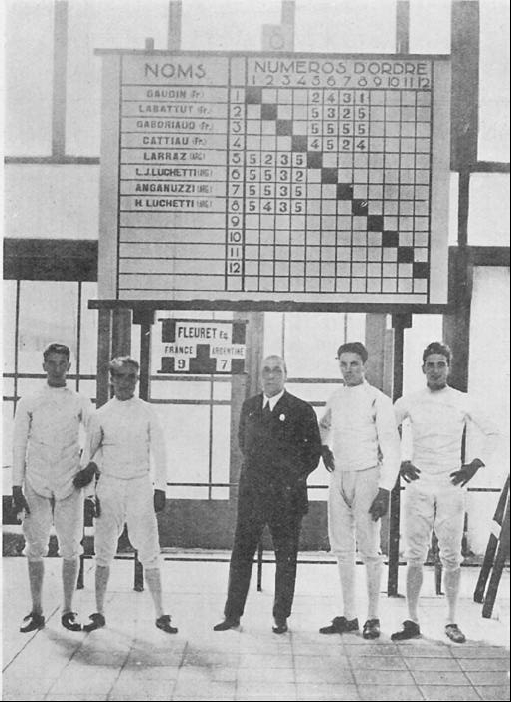
Equipo argentino de florete en Ámsterdam, ganador de la medalla de bronce

El equipo de esgrima había tenido una destacada actuación en los juegos anteriores. En 1900, un esgrimista, Francisco Carmelo Camet fue el único argentino presente en los juegos, donde además alcanzó una posición premiada en espada. En 1924, el equipo obtuvo tres posiciones premiadas, clasificando 8.º en la tabla por puntaje.
En especial el equipo de florete había tenido una destacada actuación en 1924, en la que quedaron fuera de la final al perder con Hungría por un solo tocado (8:8; 58:57). En 1928 estaban presentes dos de los integrantes del equipo de 1924, Roberto Larraz y Luis Lucchetti, completándose con Héctor Lucchetti, Raúl Anganuzzi y Carmelo Camet (hijo de Francisco), este último como suplente (actuó en el primer combate contra Bélgica).
La prueba se realizó los días 29 y 30 de julio. En la primera ronda, Argentina integró el grupo con Bélgica (defendiendo la medalla de plata), España y Noruega, venciendo en los tres combates. En cuartos de final venció ajustadamente a Estados Unidos (8:8; 62:55) y holgadamente a Holanda (10:2), a tres asaltos por esgrimista, para clasificar primera. En la semifinal venció a Hungría 11:5 (medalla de bronce en 1924) y, debido a que Bélgica también lo hizo, ambos equipos pasaron a la final.
La final fue ganada por Italia, que aparecía como un equipo claramente superior al resto y terminó venciendo con holgura. Por su parte Argentina perdió ajustadamente con Francia (9:7). Por lo tanto el combate decisivo era con Bélgica. Durante el mismo fue determinante el desempeño de Larraz que ganó sus cuatro asaltos (5:1, 5:4, 5:2, 5:2), en tanto que Luis Lucchetti ganó tres, mientras que su hermano Héctor y Anganuzzi dividieron: dos perdidos, dos ganados. El resultado final 11:5 definió la medalla de bronce, la única ganada por la esgrima argentina en su historia.

## Cinco puestos premiados

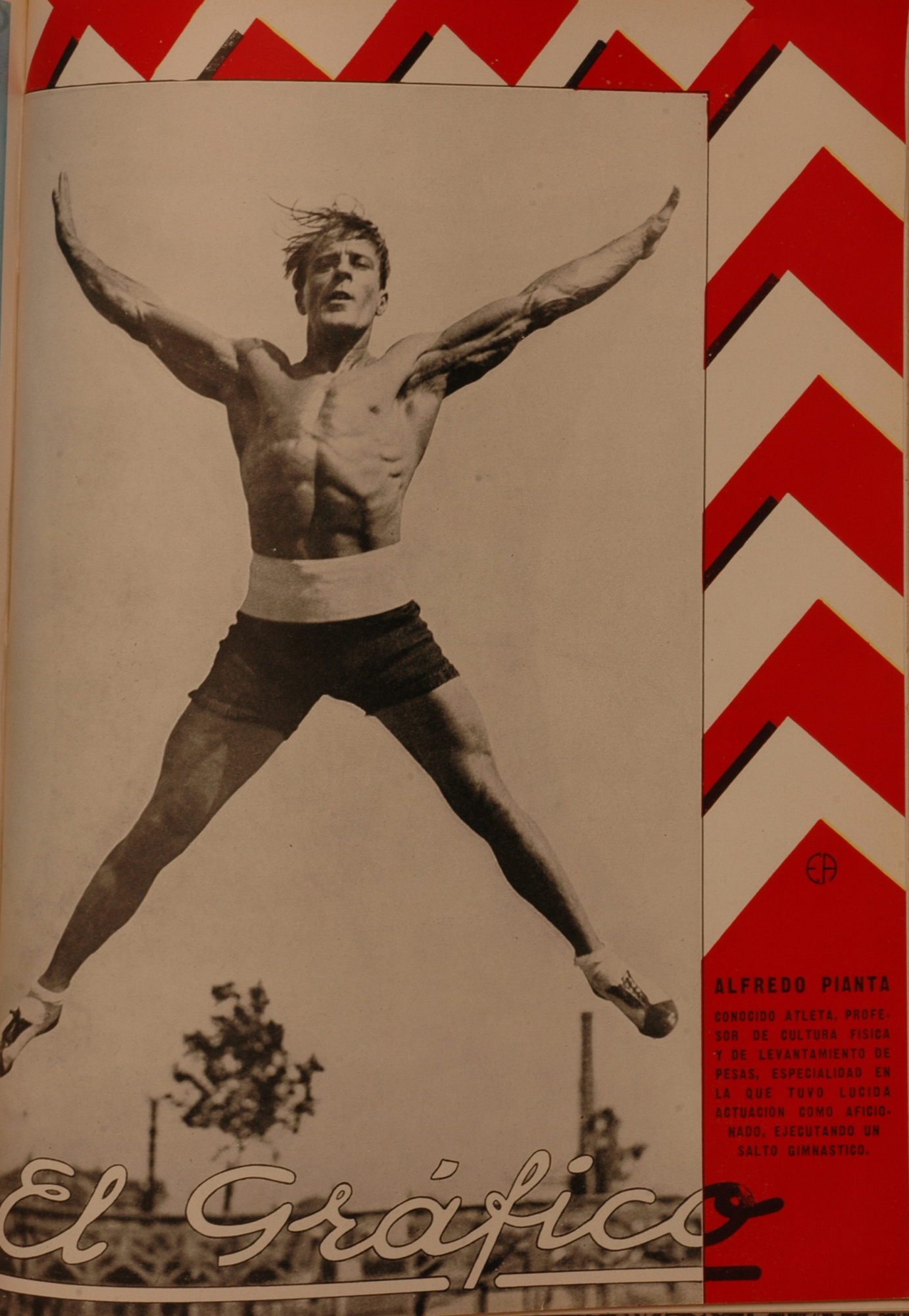
Alfredo Pianta en 1932

En Ámsterdam la delegación argentina obtuvo cinco puestos premiados, tres de ellas en boxeo.
 El boxeador Carmelo Robledo obtuvo un puesto premiado al quedar en 5.ª posición en la categoría gallo (hasta 53,525 kilos), luego de perder en cuartos de final con el irlandés Frank Traynor, a la postre ganador de la medalla de bronce. Con 16 años cumplidos menos de un mes antes de iniciarse los juegos, era el deportista más joven de la delegación argentina. En 1932, Robledo ganaría la medalla de oro de la categoría pluma.
 El boxeador Pascual Bonfiglio logró un puesto premiado al quedar en 5.ª posición en la categoría ligero (hasta 61,237 kilos), luego de perder en cuartos de final con el estadounidense Stephen Michael Halaiko, a la postre ganador de la medalla de plata.
 El boxeador Humberto Curi alcanzó un puesto premiado al quedar en 5.ª posición en peso wélter (hasta 72,574 kilos), luego de perder en cuartos de final con el británico Frederick Granville Mallin.
 El nadador Alberto Zorrilla salió 5.º en 1500 metros estilo libre, una de las posiciones premiadas. Además, Zorrilla se clasificó para la final de 100 metros estilo libre en la que salió 7.º, constituyéndose de ese modo, junto al sueco Arne Borg, en los dos únicos nadadores de la historia en alcanzar las finales de todas las pruebas de estilo libre.
 El ciclista Antonio Malvassi alcanzó una posición premiada al clasificar 5.º en la prueba de 1000 metros, de sprint individual.
Otros atletas que obtuvieron resultados destacados fueron Federico Kleger (7.º en lanzamiento de martillo), el equipo de ciclismo formado por Cosme Saavedra, Francisco Bonvehi y José H. López (8.º en la prueba contra reloj), el equipo de vela integrado por Rafael Iglesias, Hugo Tedín Uriburu, Carlos Serantes Saavedra, Miguel Bosch y Horacio Seeber (8.º en la clase 8 metros), y el pesista Alfredo Pianta (9.º en la categoría hasta 75 kg, levantando 285,0 kilos).